# 恩彦君
恩彦君（おんげんくん、ウノングン、은언군、乾隆19年5月29日（1754年7月18日） - 嘉慶6年6月13日（1801年7月23日））は、李氏朝鮮の王族。懿昭世子と第22代国王正祖の異母弟。名は䄄（イン、인）。のちに皇帝高宗により皇帝に追尊され「荘祖」と諡された荘献世子の息子である。

## 生涯
正祖の妃の孝懿王后金氏の不妊により起こった、洪国栄が恩彦君の息子の常渓君を正祖の後継者に据えようとした事件が露見したことで、常渓君は1786年に処刑され、恩彦君は江華島に流刑となった。死刑をまぬがれたのは、荘献世子の敵対勢力である老論僻派の要求を拒否した正祖のはからいであった。しかしカトリック信者である夫人宋氏が1801年の辛酉邪獄で殉教し、恩彦君も連座して死薬を賜った。恩彦君の息子の全渓君は2人の息子とともに江華島に流された。長男は早世したが、次男の李元範は、後に憲宗が後継者を残さずに死去したあと国王に擁立された。これが第25代国王哲宗である。
ソウル特別市恩平区津寛外洞山78-1番地、北漢山で枝山莉茉山で酉坐丘に埋葬された。しかし、朝鮮戦争中彼の墓地の位置は失われてしまった。

## 家族
- 父：荘献世子（1735年 - 1762年）
- 母：粛嬪林氏（? - 1773年）
  - 弟：恩信君
  - 異母弟：恩全君
- 妻：常山郡夫人宋氏（1753年 - 1801年、宋楽休の娘）　
  - 長男：常渓君李湛（1770年 - 1786年）
  - 次男：李昌順
  - 三男：李昌徳
  - 四男：豊渓君李瑭（1783年 - 1826年、恩全君の養子となる、一説には彼も非嫡出という説がある）
- 妾：名前不詳（? - 1821年12月6日）
  - 庶子：李成得（1775年 - 1817年11月27日）
  - 庶子：李鉄得（1780年 - ?）
- 妾：全山郡夫人李氏（1764年 - 1819年、李徳喜の娘）
  - 庶子：夭折
  - 庶子：全渓大院君李㼅（1785年 - 1841年、もとの名は快得）

## 系図
恩彦君の親類・近親・祖先の詳細
```
荘献世子
（荘祖） ━┳
懿昭世孫

                   ┃ 
                   ┣22代
正祖
━23代
純祖
━━━
孝明世子
（翼宗）━24代
憲宗
 
                   ┃ 
 　　　　       　 ┣
恩彦君
━━
全渓大院君
━━25代
哲宗
 
  　　　　         ┃ 
  　　　　         ┣恩信君＝＝
南延君
（養子）━
興宣大院君
━━━26代
高宗

  　　　　         ┃
  　　　　         ┗
恩全君
```